# Banda Uó
Banda Uó é um grupo musical brasileiro formado em 2010 na cidade de Goiânia, Goiás. Composta pelos vocalistas Davi Sabbag, Mateus Carrilho e Mel Gonçalves, a banda ganhou destaque na internet com uma versão da canção "Whip My Hair", da cantora americana Willow Smith, intitulada "Shake de Amor". O vídeo musical da canção venceu a categoria Webclipe no MTV Video Music Brasil 2011.
O primeiro EP do trio, Me Emoldurei de Presente Pra Te Ter, foi lançado em julho de 2011, com outras versões de músicas internacionais em tecnobrega. Depois de assinar contrato com a Deckdisc, a banda lançou seu primeiro álbum autoral, Motel, em setembro de 2012.
Eles participaram do programa Batalha de Quiosques, transmitido pela MTV, em 2014, que rendeu a faixa "Catraca", com participação do cantor Mr. Catra, que fez parte da trilha sonora da novela I Love Paraisópolis, da Rede Globo, no ano seguinte. Em 2015, lançaram o segundo álbum, Veneno. O single "Arregaçada" se tornou um dos maiores sucessos do grupo e seu videoclipe conta com mais de 8 milhões de visualizações no YouTube. 
Em 2017, o trio anunciou que iria se separar para focar em suas carreiras solo e outros projetos. Eles lançaram um último single, "Tô na Rua", e realizaram uma turnê de despedida até abril de 2018. Após seis anos, o grupo anunciou a turnê O Reencontro para celebrar sua trajetória.
Em janeiro de 2024, a Banda Uó confirmou o retorno do grupo aos palcos divulgando uma série de datas em festivais em diversas cidades.

## Carreira

### 2010–12: Formação e primeiro EP
Em 2010, Davi Sabbag e Mateus Carrilho, que na ocasião namoravam, decidiram montar uma banda juntos, a Folk Heart, que tinha o foco no indie rock e folk, além de trazer faixas de temática séria, realizando diversas apresentações em festivais de música em Goiás.
Na época, Davi era organizador de uma festa LGBT intitulada Uó, focada na música pop e no tecnobrega predominante na região, o que levou os dois a decidirem mudar os rumos do som que estavam fazendo para este expoente. Inspirando-se na festa, eles batizaram o novo grupo de Banda Uó e mudaram o formato realizado até então, deixando os instrumentos de lado para apresentarem-se como um grupo onde todos cantassem e dançassem, convidando Candy Mel, ou Mel Gonçalves, amiga de infância de Davi, para se juntar a eles no projeto. Durante a produção das primeiras músicas, no entanto, Mel teve que se ausentar dois meses pelos compromissos na faculdade de moda e Flora Maria, amiga do trio, assumiu os vocais nas apresentações temporariamente. Com Flora, eles lançaram um único single, "Não Quero Saber", que continha um sample de "Teenage Dream", de Katy Perry.
No final daquele ano, Mel decide parar a faculdade para dedicar-se integralmente à música, retomando seu lugar no grupo. A banda chamou atenção do DJ estadunidense Diplo, que foi um dos responsáveis por levar o funk carioca às pistas internacionais. Com isso, Pedro D'Eyrot e Rodrigo Gorky, ambos do grupo Bonde do Rolê, ficaram responsáveis pela produção do trio e, juntamente com Diplo, empresariaram a banda. Na época, Davi e Mateus terminaram o namoro, porém mantiveram a amizade e continuaram ambos na banda, mudando-se os três para São Paulo vislumbrando atingir um público maior. A banda acabou lançando posteriormente o videoclipe da canção "Shake de Amor", baseada na música "Whip My Hair", da cantora Willow Smith, que acabou tornou-os conhecidos nacionalmente e vencendo a categoria Webclipe pelo MTV Video Music Brasil 2011.
O extended play (EP) Me Emoldurei de Presente Pra Te Ter foi lançado em julho de 2011 pela gravadora Avalanche Tropical. O EP consistia em versões de músicas internacionais com produção do Bonde do Rolê. Foi lançado também um videoclipe para a canção "O Gosto Amargo do Perfume", versão de "Something Good Can Work", da banda irlandesa Two Door Cinema Club. Em janeiro de 2012, a banda apresentou um show com Luiz Caldas para o Compacto Petrobrás com a música "Beija Flor", logo após, foi lançada a canção "O Que Essa Nega Quer?", também com Luiz e Banda Uó. Em março, eles participaram do programa Esquenta!, da Rede Globo, com a canção "Shake de Amor". Segundo os integrantes da banda, o tema abordado pelo programa, sobre a transexualidade de Mel, não foi divulgado a eles com antecedência, causando constrangimento à vocalista.

### 2012–14:Motel

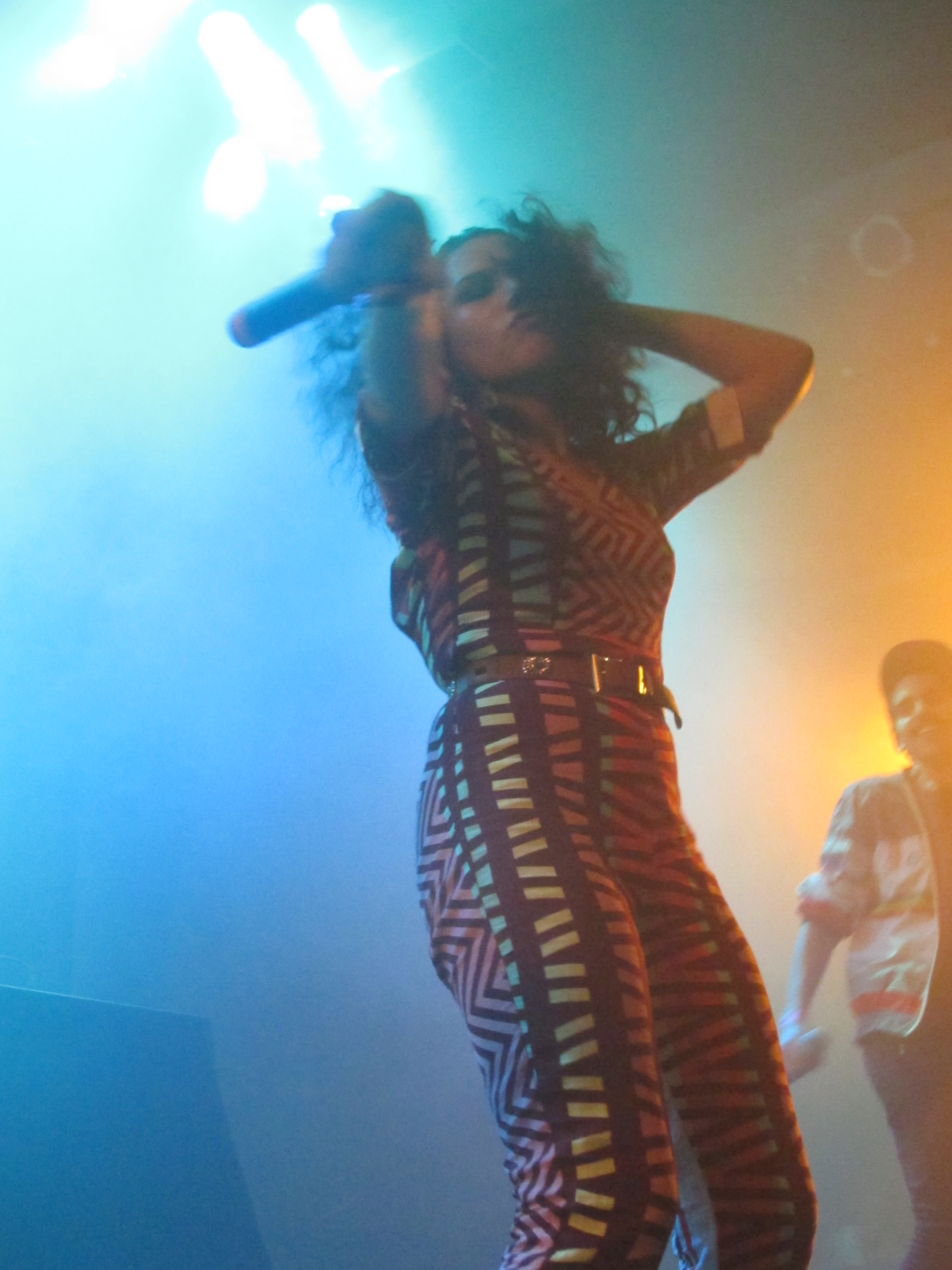
Mel se apresentando em dezembro de 2011

Em 2012, a banda assinou um contrato com a gravadora Deckdisc. "A Deck é uma gravadora bem aberta. Nós estamos trabalhando com muita liberdade. A nossa preocupação era exatamente essa (...)", disse Mateus em entrevista. Ele também havia dito que estava em fase de produção o primeiro álbum da banda. O grupo também havia sinalizado que o álbum teria apenas músicas autorais.
O álbum de estreia da banda, Motel, foi lançado em 4 de setembro de 2012 pela Deckdisc. No dia de lançamento, o álbum ficou na primeira posição entre os álbuns mais baixados da iTunes Store brasileira. O disco recebeu críticas positivas. Cleber Facchi citou: "(um) bom humor para uma série de outras referências “conceituais” que flutuam na música nacional." A Rolling Stone Brasil classificou o álbum com 4 de 5 estrelas e ficou em 9º lugar no ranking de melhores álbuns do ano.
Ele rendeu quatro singles: "Faz Uó", "Gringo", "Cowboy" e "Búzios do Coração". A canção "Cowboy" foi lançada em um EP com a versão original, duas versões remixadas (Sabbag's Tacinha Remix e Vibe Remix) e a canção inédita "Sexy Sem Ser Vulgar (We Don't Fucking Care)", criada para a campanha Fall Winter 2013 da marca Sergio K.. Em junho de 2013, eles participaram do programa Som Brasil cantando músicas de cantores do axé, como a cantora Ivete Sangalo, "Arerê"; da banda Cheiro de Amor; "Vai Sacudir, Vai Abalar"; e Chiclete com Banana, "Gritos de Guerra".
Em 7 de janeiro de 2014, estreou o programa Batalha de Quiosques, exibido pela MTV, em que duas bandas competiam em provas de administração de quiosques na praia. Ao final, o trio venceu o programa no qual o prêmio seria a gravação de um single, lançado dia 27 de março de 2014, chamado "Catraca", com participação de Mr. Catra. O videoclipe foi lançado em 7 de abril de 2014 e dirigido por Cristina Streciwik, que foi escolhida por jurados da premiação m-v-f- Future Talent by Zola, que todo ano seleciona um diretor estreante para fazer a direção de um videoclipe de uma banda.
Em novembro de 2014, a banda anunciou pelas redes sociais o lançamento do DVD Turnê Motel - ao Vivo no Cine Joia, show que foi transmitido ao vivo no especial Multishow ao Vivo no dia 3 de outubro de 2013. O álbum ao vivo conta a com participação da cantora Preta Gil nas canções "Nega Samurai" e "Sou Como Sou".

### 2015–18:Venenoe separação
Em maio de 2015, a Rede Globo anunciou que a música "Catraca" faria parte da trilha sonora da novela I Love Paraisópolis. Eles chegaram a participar do primeiro episódio como eles mesmos e a canção chegou a ser uma das mais procuradas no iTunes. Em entrevista, eles confirmaram a produção do segundo álbum de estúdio, que seria lançado ainda em 2015. Mateus Carrilho afirmou que o álbum seria mais "mais pop e menos brega", com foco também em outros públicos e com batidas diferentes. Mateus descreveu que queria cantoras negras com uma voz forte e perfeita, então chamaram Karol Conka e Vanessa Jackson para fazerem participações no álbum. A música carro-chefe do álbum Veneno, "É da Rádio?", foi lançada como lyric video no YouTube oficial da banda em 11 de agosto de 2015., junto com a arte da capa e a lista de faixas contendo treze músicas.
No dia 25 de outubro de 2017, a Banda Uó, por meio de suas redes sociais, anunciou que os integrantes se separariam por tempo indeterminado, uma vez que queriam se dedicar às carreiras solo em diferentes estilos musicais e explorar outras vertentes. Junto com o anúncio, a banda lançou um novo single, "Tô na Rua", acompanhado de videoclipe, e realizou uma turnê de despedida, acabando oficialmente em 2 de março de 2018 em Brasília. No mesmo ano, a canção "Cremosa" foi tocada várias vezes na novela O Outro Lado do Paraíso, no núcleo do cabaré de Dona Caetana (Laura Cardoso), mas a música não entrou para a trilha sonora comercializada. A canção também marcou presença na trilha da novela Carinha de Anjo, sendo tema da personagem Franciely (Carol Loback).

### 2024: Reencontro
Em janeiro de 2024, em entrevista à revista Billboard Brasil, Mel Gonçalves afirmou que o trio iria fazer uma série de shows em 2024. Em 12 de janeiro, o grupo anunciou oficialmente que iria realizar a turnê O Reencontro, com shows marcados entre abril e junho de 2024. Em abril do mesmo ano, a banda se uniu à cantora Gaby Amarantos e regravou um clássico do tecnobrega, a música Me Libera, com uma roupagem mais pop.

## Discografia

### Álbuns de estúdio
| Álbum  | Detalhes                                                                                |
| ------ | --------------------------------------------------------------------------------------- |
| Motel  | - Lançado: 4 de setembro de 2012 - Formatos: CD, download digital - Gravadora: Deckdisc |
| Veneno | - Lançado: 4 de setembro de 2015 - Formatos: CD, download digital - Gravadora: Deckdisc |

### Extended plays(EPs)
| Álbum                               | Detalhes                                                                                   |
| ----------------------------------- | ------------------------------------------------------------------------------------------ |
| Me Emoldurei de Presente Pra Te Ter | - Lançado: 1 de julho de 2011 - Formatos: Download digital - Gravadora: Avalanche Tropical |

### Álbuns de vídeo
| Álbum                              | Detalhes                                                                                  |
| ---------------------------------- | ----------------------------------------------------------------------------------------- |
| Turnê Motel - ao Vivo no Cine Joia | - Lançado: 25 de novembro de 2014 - Formatos: DVD, download digital - Gravadora: Deckdisc |

### Singles
| Ano  | Título                             | Álbum                               |
| ---- | ---------------------------------- | ----------------------------------- |
| 2010 | "Não Quero Saber"                  | Me Emoldurei de Presente Pra te Ter |
| 2011 | "Shake de Amor"                    | Me Emoldurei de Presente Pra te Ter |
| 2011 | "O Gosto Amargo do Perfume"        | Me Emoldurei de Presente Pra te Ter |
| 2011 | "Rosa"                             | Me Emoldurei de Presente Pra te Ter |
| 2012 | "Faz Uó"                           | Motel                               |
| 2013 | "Gringo"                           | Motel                               |
| 2013 | "Cowboy"                           | Motel                               |
| 2014 | "Búzios do Coração"                | Motel                               |
| 2014 | "Catraca" (part. Mr. Catra)        | Turnê Motel - Ao Vivo no Cine Joia  |
| 2015 | "É da Rádio?"                      | Veneno                              |
| 2015 | "Dá1Like" (part. Karol Conka)      | Veneno                              |
| 2016 | "Arregaçada"                       | Veneno                              |
| 2016 | "Cremosa"                          | Veneno                              |
| 2017 | "Sauna"                            | Veneno                              |
| 2017 | "Tô na Rua"                        | Não adicionado à nenhum álbum       |
| 2024 | "Me Libera" (part. Gaby Amarantos) |                                     |
|      |                                    |                                     |

### Videoclipes
| Ano  | Título                      | Diretores                                                |
| ---- | --------------------------- | -------------------------------------------------------- |
| 2010 | "Não Quero Saber"           | Mateus Carrilho                                          |
| 2011 | "Shake de Amor"             | Mateus Carrilho                                          |
| 2011 | "O Gosto Amargo do Perfume" | Mateus Carrilho                                          |
| 2011 | "Rosa"                      | Mateus Carrilho                                          |
| 2012 | "Faz Uó"                    | Mateus Carrilho                                          |
| 2013 | "Gringo"                    | Arthur Warren e Gustavo Suzuki                           |
| 2013 | "Cowboy"                    | Mateus Carrilho                                          |
| 2014 | "Catraca"                   | Cristina Streciwik                                       |
| 2014 | "Búzios do Coração"         | Daniel Alfaya                                            |
| 2015 | "É da Rádio?"               | Mateus Carrilho, Cristina Streciwik, Rabih Aidar e Vecks |
| 2015 | "Dá1Like"                   | Rudá Cabral e Cristina Streciwik                         |
| 2015 | "Cremosa"                   | Cristina Streciwik                                       |
| 2016 | "Arregaçada"                | Rabih Aidar                                              |
| 2017 | "Sauna"                     | João Monteiro                                            |
| 2017 | "Tô na Rua"                 | Mateus Carrilho e Rodrigo de Carvalho                    |
| 2024 | "Me Libera"                 | Dr1nho                                                   |
|      |                             |                                                          |

## Filmografia
| Ano  | Título              | Personagem  | Notas                  |
| ---- | ------------------- | ----------- | ---------------------- |
| 2015 | I Love Paraisópolis | Eles mesmos | Episódio: "11 de maio" |

## Turnês
- Turnê Uó (2011–12)
- Turnê Motel (2012–15)
- Turnê Veneno (2015–17)
- Turnê Despedida (2017–18)
- Turnê O Reencontro (2024)

## Prêmios e nomeações
| Ano  | Premiação                             | Obra                | Nomeação      | Resultado | Ref.   |
| ---- | ------------------------------------- | ------------------- | ------------- | --------- | ------ |
| 2011 | MTV Video Music Brasil                | "Shake de Amor"     | Webclipe      | Venceu    | [ 2 ]  |
| 2012 | Prêmio Multishow de Música Brasileira | "Rosa (Last Night)" | Versão do Ano | Indicado  | [ 35 ] |